# Alcathoe
Alcathoe is een geslacht van vlinders uit de familie wespvlinders (Sesiidae), onderfamilie Sesiinae.
Alcathoe is voor het eerst wetenschappelijk beschreven door Edwards in 1882. De typesoort is Aegeria caudata.

## Soorten
Alcathoe omvat de volgende soorten:
- Alcathoe altera Zukowsky, 1936
- Alcathoe autumnalis Engelhardt, 1946
- Alcathoe carolinensis Engelhardt, 1925
- Alcathoe caudata (Harris, 1839)
- Alcathoe cuauhtemoci Krogmann & Riefenstahl, 2004
- Alcathoe helena (Druce, 1889)
- Alcathoe korites (Druce, 1884)
- Alcathoe leucopyga Bryk, 1953
- Alcathoe melini Bryk, 1953
- Alcathoe pepsioides Engelhardt, 1925
- Alcathoe verrugo (Druce, 1884)